# إيزدخواست
ايزدخواست (بالفارسية: ایزدخواست) هي مدينة تقع في إيران في الناحية المركزية. يقدر عدد سكانها بـ 7,366 نسمة .

## معرض الصور

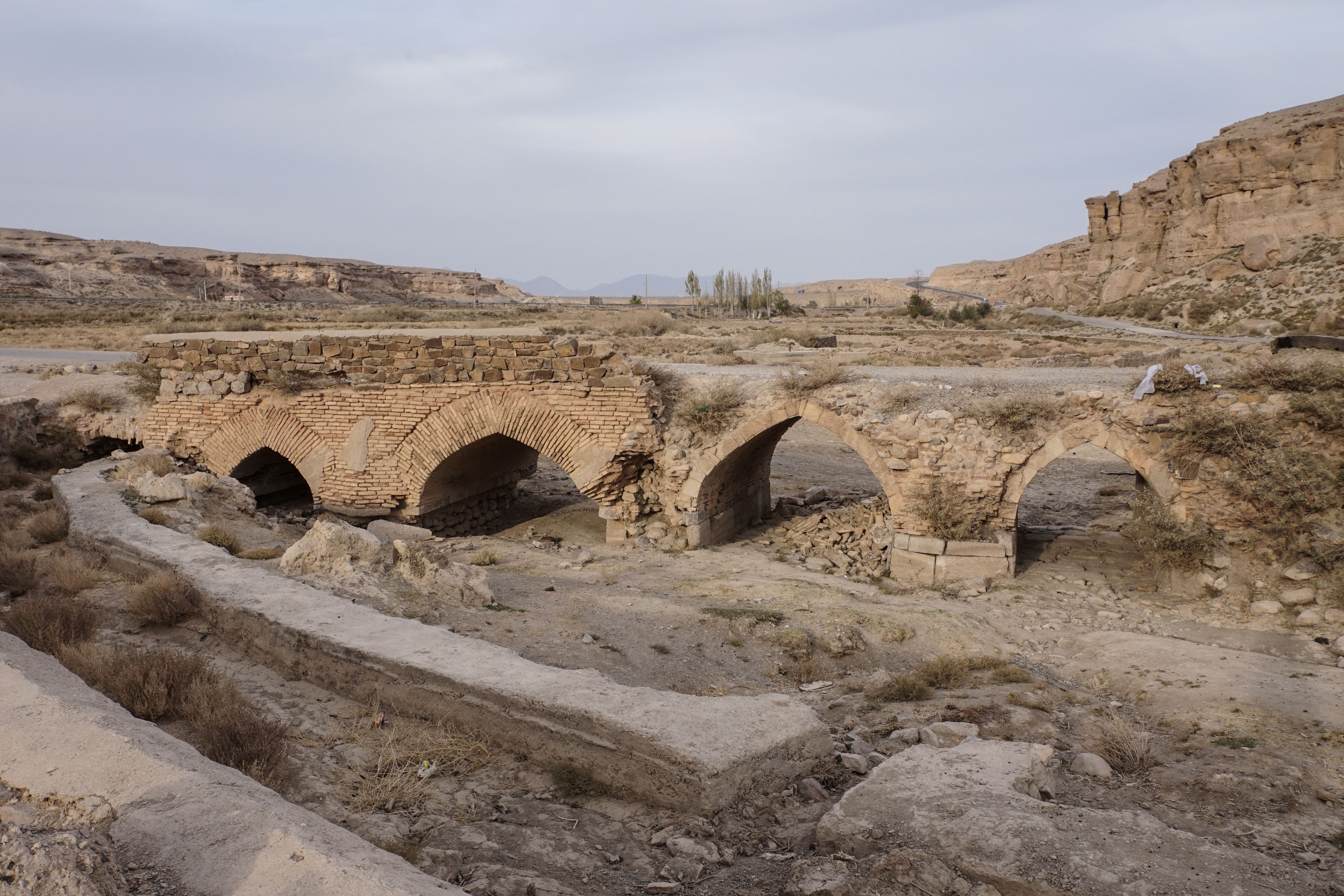
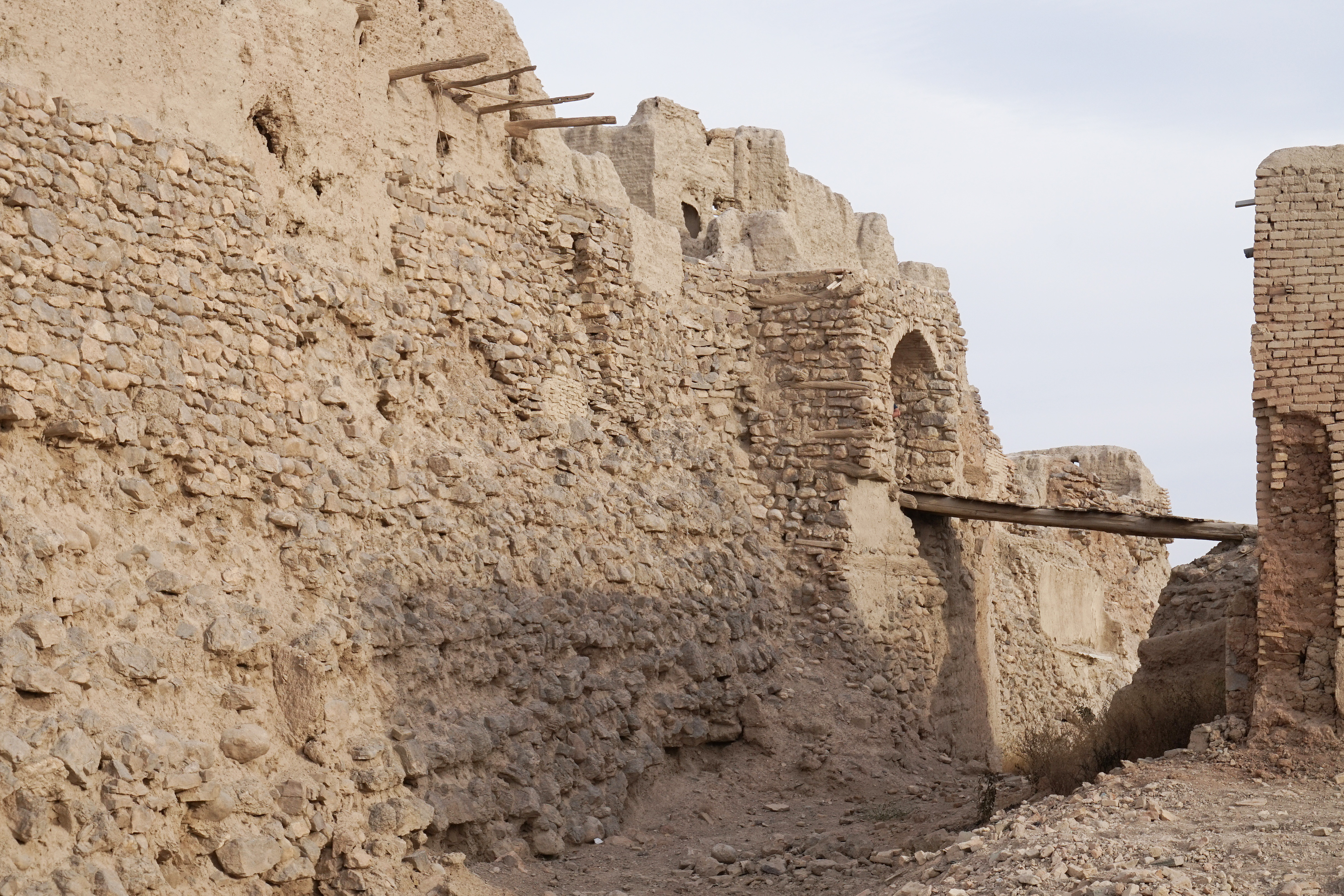
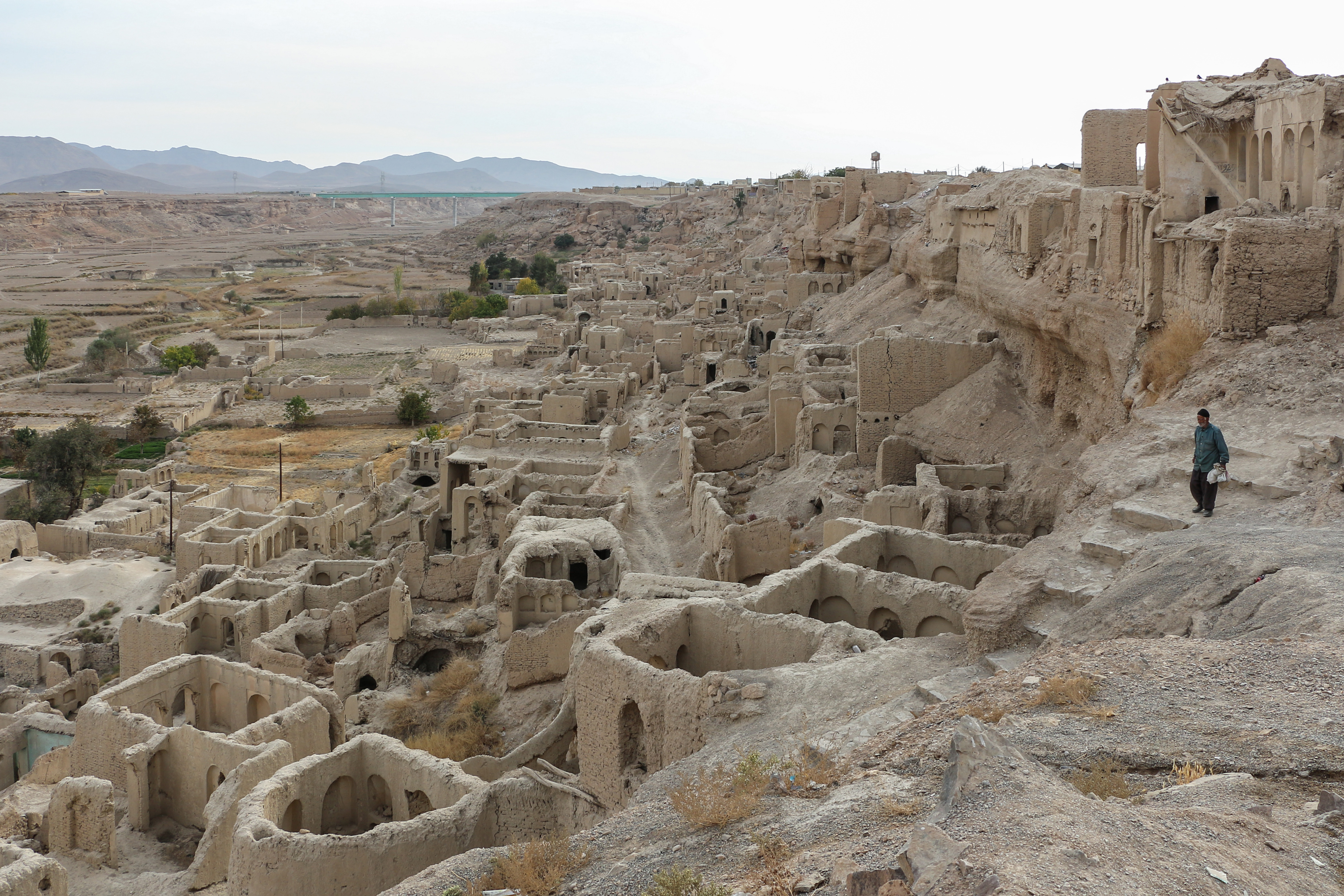